# Tres Zapotes

Plan du site.

Tres Zapotes est un site archéologique mésoaméricain situé près de la localité moderne du même nom dans la municipalité de Santiago Tuxtla, dans l’État de Veracruz, au Mexique. Le site archéologique se trouve entre le massif volcanique de la Sierra de los Tuxtlas et la plaine alluviale du Río Papaloapan. Tres Zapotes connut une longue occupation à l'Époque préclassique, qui se poursuivit au Classique. Longtemps considéré comme un site entièrement olmèque, Tres Zapotes fut également un important centre épi-olmèque. 

## Le site
Il occupe une superficie de 450 hectares au pied du Cerro El Vigía de part et d'autre de l'Arroyo Hueyapan. Le site se compose de trois groupes de tertres d'une certaine monumentalité (appelés par les archéologues groupe 1, 2, 3) situés à l'ouest de l'Arroyo Hueyapan. Ils sont séparés les uns des autres par une distance de 0,5 km à 1 km. Autour de ces groupes on trouve une centaine de monticules résidentiels. Il s'agit d'une architecture de terre. L'usage de la pierre se réduit à certains escaliers ou au dallage de places. Les groupes 1 et 2 possèdent certains éléments en commun : leur disposition autour d'une place rectangulaire orientée quelques degrés au nord de l'est. Un tertre allongé borde la place au nord et des tertres coniques à l'est et à l'ouest. La disposition du groupe 3, plus dense et orienté approximativement au nord, est moins claire. Les constructions restent modestes : la taille des tertres varie généralement de 5 à 8 mètres et peut aller jusqu'à 12 mètres pour le monticule A du groupe 2.

## Histoire moderne
Le site attira l'attention pour la première fois grâce à la découverte d'une tête colossale olmèque par un paysan en 1858. L'érudit mexicain José Melgar, qui visita la région en 1862, rapporta cette découverte dans le Bulletin de la Société mexicaine de géographie et de statistique en 1869. À l'époque la notion même de « culture olmèque » n'avait pas encore été inventée et la découverte ne suscita qu'un intérêt modéré. En 1938, l'archéologue Matthew Sterling photographia le monument et obtint le soutien de la Smithsonian Institution et du National Geographic pour se livrer à des fouilles. En 1939, il eut la chance de découvrir la célèbre stèle C. Ce monument, daté de 32 av. J.-C. serait probablement la plus ancienne stèle connue en compte long de la Mésoamérique.

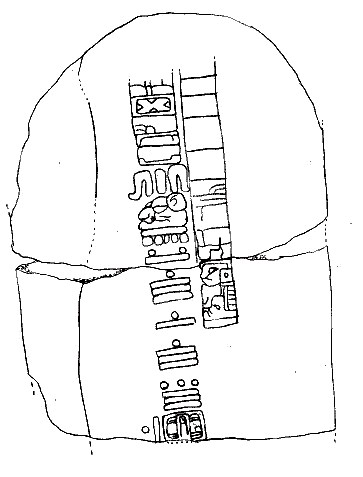
Arrière de la stèle C.